# Harry Jannsen
Harry Jannsen (eigentlich Heinrich Voldemar Amandus, auch Heinrich Woldemar Amandus, Pseudonyme E. B. Lanin, H. J., H. von Ensian, Konrad Walther; geboren am 13. November 1851 in Pärnu (Pernau); gestorben am 13. Oktober 1913 in Tallinn) war ein estnischer Journalist, Beamter und einer der Gründer estnischen Theaters.

## Leben und Herkunft
Harry Jannsen war der dritte Sohn von Johann Voldemar Jannsen. Harry Jannsen studierte Sprachwissenschaft, Philosophie und Literatur an der Kaiserlichen Universität Dorpat (cand. phil., 1881) und danach Kunstgeschichte in Deutschland. Er arbeitete 1879–1881 bei der Wochenzeitung Eesti Postimees. Er lehnte den radikalen Patriotismus von Carl Robert Jakobson ab und gründete 1882 in Tallinn seine eigene Tageszeitung Die Heimath. Da befürwortete er sein Konzept des „Baltentums“. Später arbeitete Harry Jannsen als Staatsbeamte des Zarenreiches in Riga und St. Peterburg, darunter als Zensor deutschsprachiger Zeitungen.
Er veröffentlichte unter dem Pseudonym „Konrad Waltheri“ auf Deutsch das Liederbuch eines Balten (1880, es enthielt auch Übersetzungen von Gedichten seiner Schwester Lydia Koidula), auch veröffentlichte er die Gedichtsammlung Keisri ja isamaa laulud (1889, (Lieder des Kaisers und des Vaterlandes)).